# André Teixeira Palha
André Teixeira Palha (Beja, Santiago Maior, bap. 23 de Novembro de 1728 - 18 de Novembro de 1786) foi um prelado português, bispo de Faro.

## Biografia
Recebeu o grau de Mestre de Artes na Universidade de Évora, e mais tarde tirou o doutoramento em Teologia na Faculdade de Teologia da Universidade de Coimbra. Ordenado padre em 15 de Março de 1755. Teve ao seu cuidado durante dez anos a freguesia e paróquia de Beringel, na sua Diocese de origem.

## Bispo do Algarve
Nomeado bispo coadjutor do Algarve em 16 de Dezembro de 1782 com a finalidade de suceder ao Arcebispo-Bispo D. Frei Lourenço de Santa Maria e Melo, foi confirmado em Dezembro do mesmo ano com o título de bispo-titular de Tricália. Assumiu o governo da Diocese em 11 de Abril de 1783, aproveitando a ocasião para instituir na paço episcopal quatro cadeiras de ensino público: história eclesiástica, direito canónico, teologia dogmática e teologia moral, cujos professores eram pagos à custa das rendas da mitra. Determinou que em Tavira continuasse a cadeira de teologia moral no convento da Graça; que se estabelecesse outra semelhante no convento dos capuchos da Piedade, em Lagos; que assistissem às lições públicas todos os clérigos que não tivessem mais de sessenta anos; que em todas as outras freguesias o pároco convocasse os eclesiásticos para formarem uma conferência moral ao menos duas vezes por semana, para discussão de casos de consciência.

### Missão pastoral
Quando faleceu o arcebispo-bispo em 5 de Dezembro de 1783, começou a visita pastoral, introduzindo grandes reformas; porém em Novembro do ano seguinte teve de retirar-se para Lisboa por falta de saúde. Mesmo daí não esqueçeu a Diocese que lhe estava entregue.
Por Provisão de 15 de Agosto de 1785, dada em Lisboa, instituiu vinte e quatro dotes anuais de sessenta mil reis cada um, pagos pelos rendimentos da mitra, para sustentar as donzelas pobres e honestas do seu território eclesiástico. Instituiu prémios e subsídios a estudantes pobres e adoptou várias providências para promover a instrução do clero.
Faleceu em Beja a 19 de Novembro de 1786.